# Ta Keo

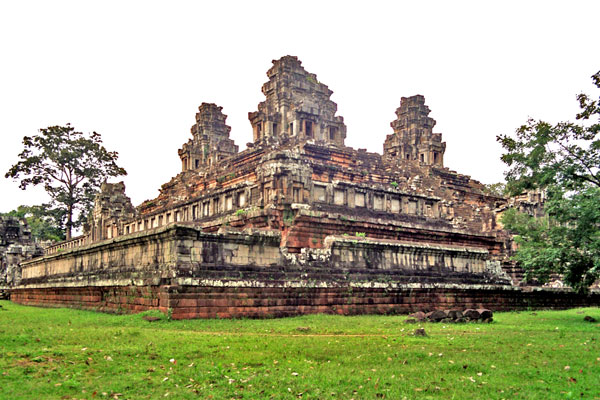
Ta Keo, a Angkor

Ta Keo és un dels temples que formen part del complex arqueològic d'Angkor, l'antiga capital de l'Imperi Khmer al nord de Siemp Reap, a Cambodja. Dins d'aquest conjunt de temples monumentals, Ta Keo és a tocar del Baray Oriental, entre aquest i el recinte d'Angkor Thom. Juntament amb altres elements d'aquest lloc, ha estat declarat Patrimoni de la Humanitat per la UNESCO.

## Història

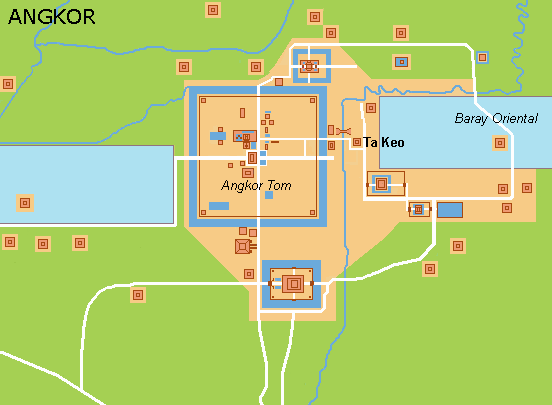
Situació de Ta Keo

Aquest temple segueix la tradició d'altres anteriors, similars, com ara el Mebon Oriental o Pre Rup, aixecats per Rajendravarman II (944-968), pare de Jayavarman V (968-1001), l'impulsor d'aquesta construcció. Ta Keo formava part de la nova capital construïda pel fundador, anomenada Jayendranagari, de la que hom desconeix els seus límits amb exactitud.
La construcció del temple va començar el 985, i les imatges es van consagrar al voltant de l'any 1000, però el temple no es va acabar mai del tot, gairebé tot el treball escultòric encara està per fer. Era dedicat a Xiva. La construcció fou continuada per Jayaviravarman, fins que va quedar aturada sota Suryavarman I 1006-1050, un rei usurpador del tron que volgué aixecar la seva pròpia capital.
Fou condicionat i restaurat entre el 1920 i 1922.

## Arquitectura

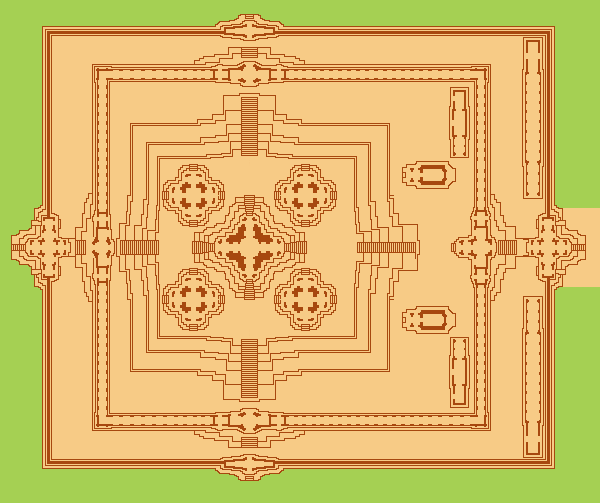
Planta esquemàtica de Ta Keo

Des d'un embarcador al dic de ponent del Baray Oriental, una calçada porta directament fins al gopura de llevant del temple. Aquesta porta monumental és al bell mig del tram oriental de la muralla rectangular, que constitueix el recinte exterior del conjunt. Hi ha tres gopures més en els altres costats del rectangle que forma aquesta muralla, que té unes mesures de 122 x 106 m i era envoltada per un fossat. El gopura de ponent és similar a aquest, però els del nord i sud són més senzills.
Un cop hom travessa aquesta entrada, en direcció ponent (el temple està orientat a llevant), hom accedeix a un pati que està limitat per la mateixa muralla exterior i la segona, de 80 x 75 m. A dreta i esquerra de l'entrada hi ha unes construccions allargades.
La segona muralla tanca un espai més elevat i s'hi accedeix per quatre gopures encarades a les anteriors. El gopura de llevant és més complex que els altres tres. Al seu interior s'aixeca la piràmide central i altres construccions auxiliars, com ara dues "biblioteques". Interiorment la segona muralla té una galeria perimètrica, amb finestres obertes a l'interior i, curiosament sense porta d'entrada, pel que hom pensa de havia de tenir una funció decorativa. És el primer exemple de galeries contínues, fins ara hom trobava un seguit de construccions allargassades, però independents, com les que podem trobar a Pre Rup.
La piràmide és de tres pisos i vol representar el Mont Meru, centre de la cosmologia índia, al seu cim hi resideixen el déus. A la part superior hi ha una terrassa, sobre la qual s'aixequen cinc capelles rematades amb torres. La central, més gran, és sobre una plataforma com és habitual en l'arquitectura khmer.